# Hardoi
Hardoi ist eine Stadt im nordindischen Bundesstaat Uttar Pradesh.
Hardoi liegt in der nordindischen Ebene 100 km nordwestlich von Lucknow.
Die Flüsse Ramganga und Ganges verlaufen 35 km westlich und südlich der Stadt.
Hardoi ist Verwaltungssitz des gleichnamigen Distrikts.
Hauptstraßen führen zu den umliegenden Städten Lucknow, Sitapur, Shahjahanpur und Kannauj.
Hardoi liegt an der Bahnstrecke Lucknow–Shahjahanpur.
Hardoi besitzt als Stadt den Status eines Nagar Palika Parishad. Die Stadt ist in 26 Wards gegliedert. Beim Zensus 2011 hatte Hardoi 126.851 Einwohner.